# Leichtathletik-Weltmeisterschaften 1983/Kugelstoßen der Frauen

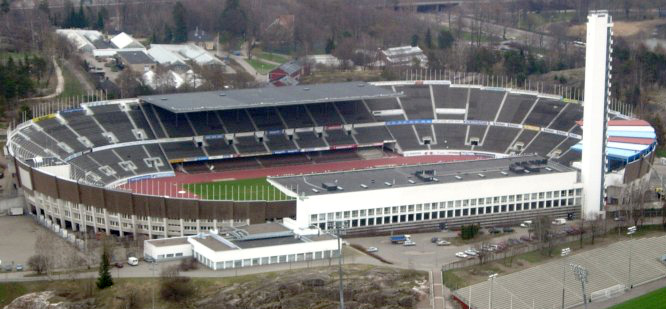
Das Olympiastadion in Helsinki

Das Kugelstoßen der Frauen bei den Leichtathletik-Weltmeisterschaften 1983 fand am 10. und 12. August 1983 in Helsinki, Finnland, statt.
20 Athletinnen aus 14 Ländern nahmen an dem Wettbewerb teil. Die Kugelstoßerinnen aus der DDR errangen mit Silber und Bronze zwei Medaillen. Gold gewann die tschechoslowakische Olympiadritte von 1976, zweifache Vizeeuropameisterin (1978/1982) und EM-Dritte von 1974 Helena Fibingerová mit 21,05 m. Silber ging an Helma Knorscheidt mit 20,70 m. Die Bronzemedaille sicherte sich die Olympiasiegerin von 1980 und zweifache Europameisterin (1978/1982) Ilona Slupianek mit 20,56 m.

## Rekorde
Vor dem Wettbewerb galten folgende Rekorde:
| Weltrekord | Ilona Slupianek                                                             | 22,45 m                                                                     | Potsdam, Deutsche Demokratische Republik (heute Deutschland)                | 11. Mai 1980                                                                |
| WM-Rekord  | Es gab noch keine WM-Rekorde, die Veranstaltung wurde erstmals ausgetragen. | Es gab noch keine WM-Rekorde, die Veranstaltung wurde erstmals ausgetragen. | Es gab noch keine WM-Rekorde, die Veranstaltung wurde erstmals ausgetragen. | Es gab noch keine WM-Rekorde, die Veranstaltung wurde erstmals ausgetragen. |

Der Weltmeisterschaftsrekord wurde nach und nach auf zuletzt 21,05 m gesteigert (Helena Fibingerová, Tschechoslowakei, im Finale am 12. August).

## Legende
Kurze Übersicht zur Bedeutung der Symbolik – so üblicherweise auch in sonstigen Veröffentlichungen verwendet:
| – | Versuch ausgelassen |
| x | Fehlversuch         |

## Qualifikation
10. August 1983
Die Qualifikationsweite betrug mindestens 17,00 m, um direkt ins Finale einzuziehen. Zwölf Athletinnen schafften diese Marke oder stießen weiter, sie sind hellblau unterlegt. Damit war die für das Finale vorgesehene Teilnehmeranzahl erreicht, das Finalfeld musste nicht weiter aufgefüllt werden.

### Gruppe A
| Platz | Athletin           | Land                            | 1. Versuch (m) | 2. Versuch (m) | 3. Versuch (m) | Weite (m) |
| ----- | ------------------ | ------------------------------- | -------------- | -------------- | -------------- | --------- |
| 1     | Helena Fibingerová | Tschechoslowakei                | 19,25          | –              | –              | 19,25     |
| 2     | María Elena Sarría | Kuba                            | 19,24          | –              | –              | 19,24     |
| 3     | Nunu Abaschydse    | Sowjetunion                     | 19,10          | –              | –              | 19,10     |
| 4     | Helma Knorscheidt  | Deutsche Demokratische Republik | 19,09          | –              | –              | 19,09     |
| 5     | Venissa Head       | Vereinigtes Königreich          | 18,41          | –              | –              | 18,41     |
| 6     | Gael Martin        | Australien                      | 16,98          | 17,79          | –              | 17,79     |
| 7     | Shen Lijuan        | Volksrepublik China             | 16,99          | 16,57          | 16,95          | 16,99     |
| 8     | Lorna Griffin      | Vereinigte Staaten              | 15,21          | 15,86          | 16,50          | 16,50     |
| 9     | Maryline Adam      | Vanuatu                         | 10,37          | 10,80          | 11,32          | 11,32     |
| 10    | Magdalene Springer | Montserrat                      | x              | x              | 09,78          | 09,78     |

### Gruppe B
| Platz | Athletin            | Land                            | 1. Versuch (m) | 2. Versuch (m) | 3. Versuch (m) | Weite (m) |
| ----- | ------------------- | ------------------------------- | -------------- | -------------- | -------------- | --------- |
| 1     | Ilona Slupianek     | Deutsche Demokratische Republik | 19,99          | –              | –              | 19,99 CR  |
| 2     | Natalja Lissowskaja | Sowjetunion                     | 19,68          | –              | –              | 19,68     |
| 3     | Mihaela Loghin      | Rumänien                        | 18,97          | –              | –              | 18,97     |
| 4     | Zdeňka Šilhavá      | Tschechoslowakei                | 18,57          | –              | –              | 18,57     |
| 5     | Claudia Losch       | BR Deutschland                  | 18,24          | –              | –              | 18,24     |
| 6     | Judy Oakes          | Vereinigtes Königreich          | 17,61          | –              | –              | 17,61     |
| 7     | Li Meisu            | Volksrepublik China             | 16,71          | 16,91          | x              | 16,91     |
| 8     | Meg Ritchie         | Vereinigtes Königreich          | 16,02          | 16,14          | x              | 16,14     |
| 9     | Rosemarie Hauch     | Kanada                          | 15,37          | 15,32          | 15,03          | 15,37     |
| 10    | Odette Mistoul      | Gabun                           | 13,24          | 14,23          | 13,64          | 14,23     |

## Finale
12. August 1983
| Platz | Athletin            | Land                            | 1. Versuch (m) | 2. Versuch (m) | 3. Versuch (m) | 4. Versuch (m)                              | 5. Versuch (m)                              | 6. Versuch (m)                              | Weite (m) |
| ----- | ------------------- | ------------------------------- | -------------- | -------------- | -------------- | ------------------------------------------- | ------------------------------------------- | ------------------------------------------- | --------- |
|       | Helena Fibingerová  | Tschechoslowakei                | 19,89          | 19,69          | 19,72          | 19,94                                       | 20,30                                       | 21,05 CR                                    | 21,05 CR  |
|       | Helma Knorscheidt   | Deutsche Demokratische Republik | 20,30          | 20,70 CR       | 20,55          | 20,47                                       | x                                           | 20,25                                       | 20,70     |
|       | Ilona Slupianek     | Deutsche Demokratische Republik | 20,56 CR       | 20,32          | 19,97          | 19,52                                       | x                                           | x                                           | 20,56     |
| 4     | Nunu Abaschydse     | Sowjetunion                     | 18,68          | 19,16          | 19,11          | 20,55                                       | 19,77                                       | x                                           | 20,55     |
| 5     | Natalja Lissowskaja | Sowjetunion                     | 19,53          | x              | 20,02          | 20,01                                       | 19,63                                       | 19,45                                       | 20,02     |
| 6     | Mihaela Loghin      | Rumänien                        | 19,85          | 19,82          | 19,77          | 19,34                                       | 19,72                                       | 19,08                                       | 19,85     |
| 7     | Claudia Losch       | BR Deutschland                  | 19,72          | 18,97          | x              | 19,54                                       | 18,96                                       | 18,21                                       | 19,72     |
| 8     | María Elena Sarría  | Kuba                            | 18,45          | 19,44          | 19,32          | 19,47                                       | x                                           | 18,87                                       | 19,47     |
| 9     | Zdeňka Šilhavá      | Tschechoslowakei                | 18,24          | 17,97          | 19,00          | nicht im Finale der besten acht Athletinnen | nicht im Finale der besten acht Athletinnen | nicht im Finale der besten acht Athletinnen | 19,00     |
| 10    | Venissa Head        | Vereinigtes Königreich          | 18,05          | 17,60          | 17,48          | nicht im Finale der besten acht Athletinnen | nicht im Finale der besten acht Athletinnen | nicht im Finale der besten acht Athletinnen | 18,05     |
| 11    | Gael Martin         | Australien                      | 17,43          | 17,49          | 17,79          | nicht im Finale der besten acht Athletinnen | nicht im Finale der besten acht Athletinnen | nicht im Finale der besten acht Athletinnen | 17,79     |
| 12    | Judy Oakes          | Vereinigtes Königreich          | 17,01          | 17,19          | 17,52          | nicht im Finale der besten acht Athletinnen | nicht im Finale der besten acht Athletinnen | nicht im Finale der besten acht Athletinnen | 17,52     |

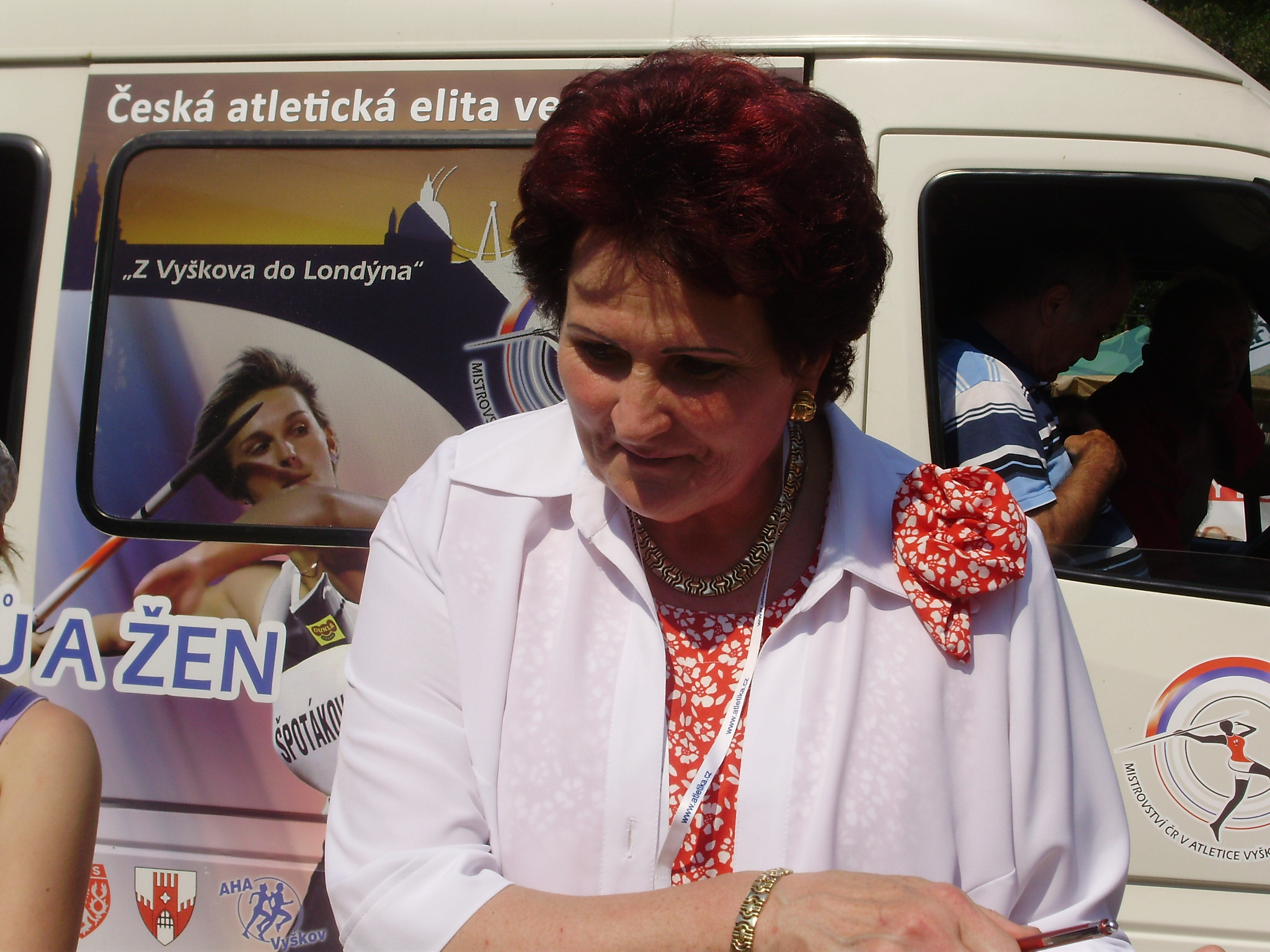
Weltmeisterin Helena Fibingerová (hier im Jahr 2012) errang ihren ersten großen Titel – 1976 war sie Olympiadritte, 1978/1982 jeweils Vizeeuropameisterin  und 1974 EM-Dritte
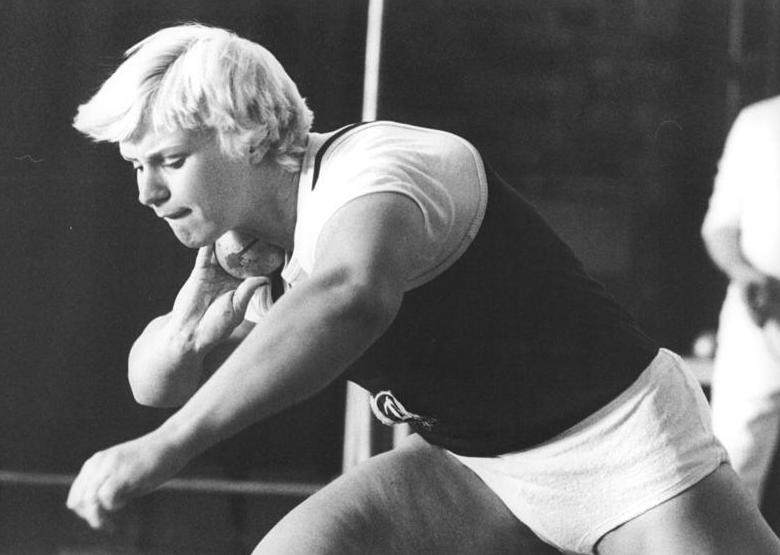
Nach dem Olympiasieg 1980 und zwei EM-Titeln (1978/1982) gab es hier Bronze für Ilona Slupianek
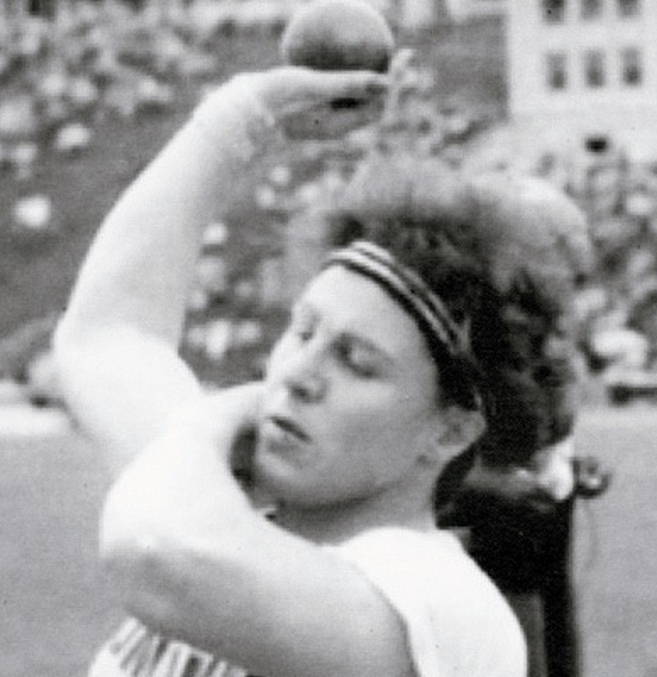
Mihaela Loghin belegte Rang sechs

## Videolinks
- 1983 WORLD CHAMPIONSHIPS FINAL SHOT PUT WOMEN auf youtube.com, abgerufen am 14. April 2020
- 1983 World Champs Shot Put - Women auf youtube.com, abgerufen am 14. April 2020
- The first world Championships in athletics. Finland. Helsinki 1983. Shot put. Fibingerova H. TCH auf youtube.com, abgerufen am 14. April 2020